# Sudario (antologia)
Sudario (Books of Blood - Volume Three) è una raccolta di racconti di Clive Barker, pubblicata nel 1984, terzo dei sei volumi della serie Books of Blood.

## Racconti contenuti
- Figlio della celluloide (Son of Celluloid): un criminale muore nascosto all'interno di un cinema, inconsapevole di avere un tumore; questo si sviluppa come una mostruosa forma di vita capace di assumere le sembianze di divi del cinema per attrarre vittime.
- Testacruda Rex (Rawhead Rex): da una lapide di un paesino idilliaco della campagna inglese riemerge un umanoide primitivo assetato di sangue che desidera riprendere il dominio sugli uomini e divorarne i figli.
- Confessioni di un sudario (di pornografo) (Confessions of a (Pornographer's) Shroud): un contabile cattolico viene eliminato dal boss malavitoso per cui ha lavorato e che lo ha accusato di aver organizzato un racket del porno; nell'obitorio, la sua anima si impossessa di un sudario per compiere la propria vendetta.
- Capri espiatori (Scape-Goats): quattro giovani naufragano con la loro nave in quella che scoprono essere un'isola sepolcrale per i morti in mare, ma rovinano le offerte ad essi dedicati e subiscono la loro sanguinosa vendetta.
- Spoglie Umane (Human Remains): un gigolò viene perseguitato da una statua, la quale sembra assumere sempre di più le sue sembianze.

## Trasposizioni cinematografiche
- Dal racconto Testacruda Rex (Rawhead Rex) è stato tratto nel 1986 il film Rawhead Rex.

## Gli altri Libri di Sangue
- Infernalia (Books of Blood - Volume One)
- Ectoplasm (Books of Blood - Volume Two)
- Creature (Books of Blood - Volume Four)
- Visions (Books of Blood - Volume Five)
- Monsters (Books of Blood - Volume Six)

## Edizioni
- Clive Barker, Sudario, traduzione di Tullio Dobner, I romanzi Sonzogno, Sonzogno, 1991,  p. 226, ISBN 88-454-0369-6.
- Clive Barker, Sudario, traduzione di Tullio Dobner, Sonzogno Best Seller, 2000,  p. 226, ISBN 88-454-1890-1.